# Андерссон, Туре
Туре Элоф Андерссон (швед. Thure Elof Andersson; 27 апреля 1907, Эльме, Вермланд — 20 января 1976, Карлстад) — шведский борец вольного стиля, серебряный призёр Олимпийских игр, серебряный призёр чемпионата Европы, трёхкратный чемпион Швеции (1933 — в греко-римской борьбе, 1934, 1936 — в вольной борьбе)

## Биография
Родился в 1907 году в семье рыбаков.
Начал заниматься греко-римской борьбой подростком. В 1933 году стал чемпионом Швеции по греко-римской борьбе. Ещё в 1932 году попробовал себя в вольной борьбе и в 1934 году стал серебряным призёром чемпионата Европы. В том же году стал чемпионом Швеции по вольной борьбе. В 1935 году стал серебряным призёром чемпионата Европы. В 1936 году вернул своё звание сильнейшего в Швеции.
Представлял Швецию на Олимпийских играх 1936 года и завоевать серебряную медаль в полусреднем весе, при этом по ходу турнира победив будущего чемпиона Фрэнка Льюиса.
См. таблицу турнира
В 1937 году на чемпионате Европы был лишь пятым.
Умер в 1976 году.